# Mali Mlun
Mali Mlun is een plaats in de gemeente Buzet in de Kroatische provincie Istrië. De plaats telt 55 inwoners (2001).